# 寅壱
株式会社寅壱（とらいち、英: TORAICHI Co.,Ltd.）は、岡山県倉敷市児島に本社を置くアパレル関連企業。主に作業服の製造・販売を行い、同名のチェーン店を展開している。

## 概要
1959年に設立。主に企業や官公庁（特に建設業・土木業や官公庁の現業部門）などで使われる作業服の製造・販売を行っており、建設業や土木業などの現場で見られる「鳶服」のシェアが比較的高い。
近畿地方・中国地方を主とした西日本各地に直営店「寅壱ビックタイガ」（綴りは「Vic Tiger」）を展開する他、全国各地の作業着専門店に納入している。
特に寅壱製の鳶装束は、「作業着のアルマーニ」との異名を持つ一種の「ブランド品」である。
2015年、イメージキャラクターに、タレント・俳優・ファッションモデルのユージと契約。

## テレビ・CM
1997年に八名信夫が悪役商会のメンバーらとともに「白抜けた、黒抜けた、寅壱着たらあか抜けた」というフレーズのCMを近畿地方を主として放映し注目された。GAORAを中心に全日本プロレス武藤敬司を起用したCMを放送していた。
2019年6月14日放送の日本テレビ系列『アナザースカイ』で森星が寅壱のズボンを紹介。

## コラボレーション
2011年には「ヱヴァンゲリヲン新劇場版」および「アニ中ストア」とのコラボレーション企画として、ヱヴァンゲリヲンの劇中でNERVの職員が着用していた作業服を期間限定・受注生産で発売している。
寅壱×ハローキティのコラボが実現。ハローキティ柄のタオルや小銭入れやボクサーパンツのコラボグッズを寅壱公式オンラインショップ等で数量限定で販売している。
2019年10月16日より、新宿伊勢丹メンズ館内ポップアップショップ「NO.813（ナンバーエイトワンスリー）」にてWTAPS、FORTY PERCENT AGAINST RIGHTSとの寅壱コラボレーションアイテムを限定発売。
2020年日本の作業着文化を牽引する寅壱とアメリカを代表する現代アート第一人者ダニエルアーシャム氏のコラボレーションが実現。2020年12月24日よりToraichi Archives限定でコラボレーションアイテムを販売開始。